# 아테네 올림픽 스포츠 콤플렉스
아테네 올림픽 스포츠 콤플렉스(영어: Athens Olympic Sports Complex)는 그리스 아테네 교외의 마루시에 있는 종합 스포츠 시설이다. 설계자는 스페인의 건축가 산티아고 칼라트라바로, 아테네 올림픽 개최를 위해 정비했다.